# ヤマハ・MUシリーズ

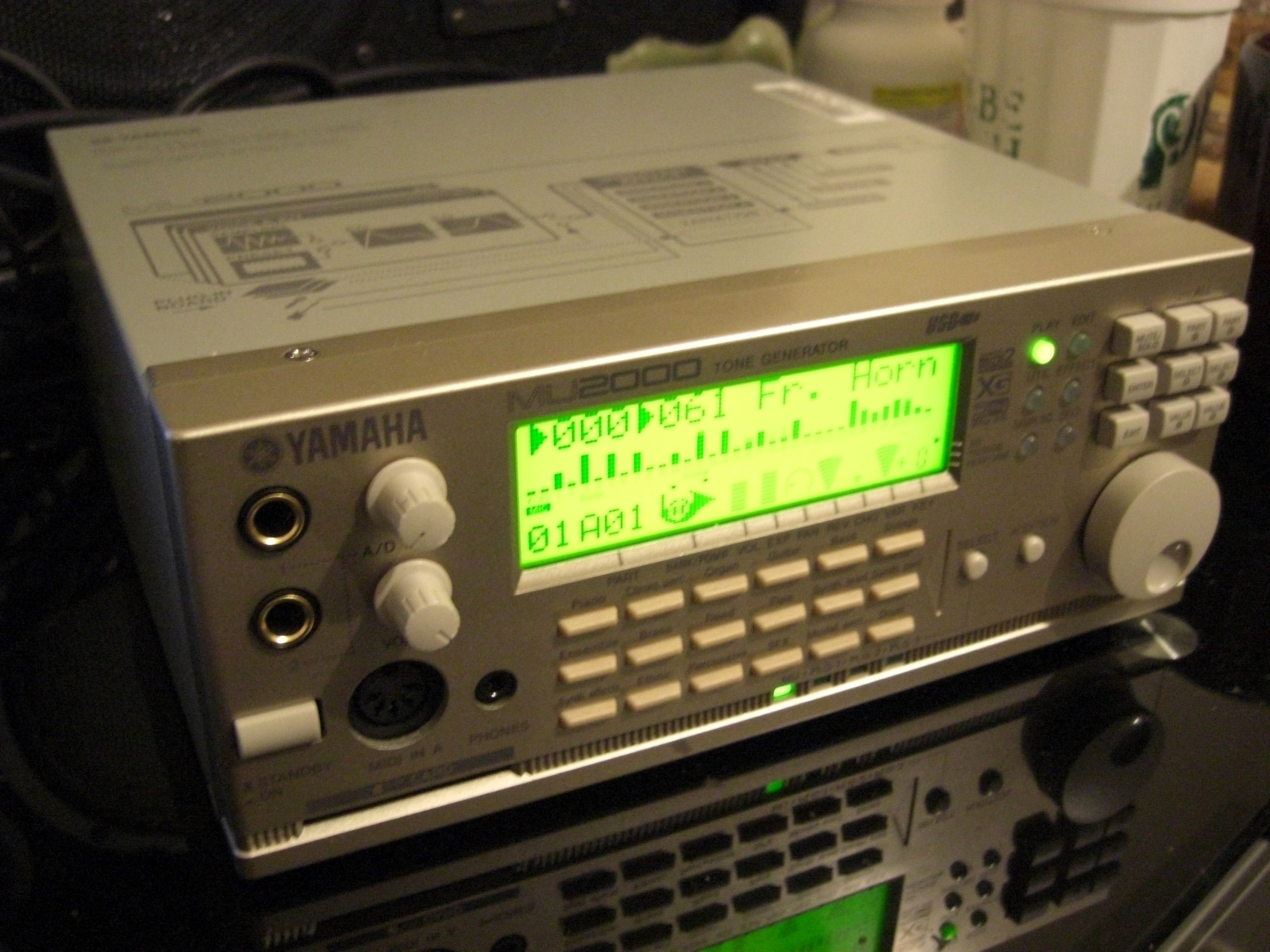
YAMAHA MU2000

MUシリーズ（ミュー・シリーズ）とはヤマハのDTM用音源モジュールの型番・商品名。

## 概要
同社が従来発売してきたDTM音源TG100、TG300の後継機種として位置づけられている。1994年にDTM音源として新たにXGフォーマットを発表し、従来と一線を画すこと、そしてTG300の上位にプロ用のTG500があって型番が詰まっていることなどの理由から新たにシリーズを立ち上げたと考えられる。型番の呼び方だが、MU80、MU5発売当初は「MU」を「ミュー」と呼び、「ミュー・エイティー」、「ミュー・ファイブ」とメーカー側は呼んでいたが、「エムユー」という呼び方が次第に一般的になり、MU100が発売された頃になると「エムユー・ヒャク」という呼び方が定着することとなる。「MU」の由来はギリシャ神話の女神「MUSE」と英語の「MUSIC」の両方からとったと言われる。
全ての製品がPCM音源を採用しているが、MU100および上位機種(MU500を除く)は別売りプラグインボードでFM音源や物理モデル音源を追加可能としている。PCと接続し、伴奏のすべてのパートを担当させるDTM音源モジュールとしての使用方法以外にも、音色を最大4つまで重ねてシンセサイザーモジュールとしても利用可能なパフォーマンスモードを搭載した機種もあった。
すべて生産終了している。

## シリーズのモデル
MU5
1994年発売。MUシリーズの第1号機。同社のシーケンサーであるQY20に似た感じのVHSビデオテープサイズのキーボード付き音源モジュール。16パート28音ポリフォニック。音色はGMに対応した128音色と8ドラムセット。MUシリーズのうち唯一XGに対応していない機種。PCと直接シリアル接続可能である。乾電池駆動にも対応。TG100のエクスクルーシブデータの一部も受信可能。TG100の後継機種と考えられる。外形寸法188(W)×104(D)×33(H)mm 重量340g（乾電池除く）
MU80
1994年発売。XG音源の第1号機。32パート64音ポリフォニック。音色はノーマルボイス729音と21ドラムセット（XGモードで使用できるボイスは、537ノーマルボイス+11ドラムボイス）。エフェクトは5基搭載。リバーブ、コーラス以外に、多様な音色に加工できるバリエーションエフェクトと、1パートにだけかけられる専用ディストーションエフェクトを持ち、ジャンルに合わせて簡単に選択できる5バンドイコライザーを搭載している。16ビットA/Dインプットがあり、マイクをつなげるとカラオケとしても利用でき、またギターをつなげて内蔵のエフェクトをかけて使うことも可能である。その後のMUシリーズの基本形となった機種である。TG300の後継機という位置づけで発売されたが、TG300にあったエレメント単位での音色エディット機能は割愛し、その代わりに音色を最大4つまで重ねるパフォーマンスモードを搭載している。また、TG300にあったGS音源をシミュレートするGM-BモードはSC-88の音色配列の一部を追加し、TG300-Bモードとして引き続き採用している。また、ローランドCM-64の音色配列に対応したC/Mモードも選択可能である。波形容量は8MB。外形寸法220(W)×210(D)×44(H)mm 重量1.3kg
MU50
1995年発売。XG音源の第2号機。16パート32音ポリフォニック。音色はノーマルボイス737音と22ドラムセット（XGモードで使用できるボイスは、480ノーマルボイス+11ドラムボイス）。エフェクトは3ブロック（リバーブ×11、コーラス×11、バリエーション×43）。発音数、パート数がMU80の半分になっている。この機種が発売された1995年当時ではMU80が最上位機種でMU50が標準機種という位置づけとされている。MU80より音色数が多いのは、MU80では対応していなかったDOC（Disk Orchestra Collection）と呼ばれるクラビノーバの伴奏用マルチティンバー音色配列を搭載しているために、MU50全体では音色数が増えているのであり、XGモードだけを見るとMU80より音色数は少なくなっている。この機種もGS音源シミュレートのTG300-Bモードを搭載している。同時期に発売されたワークステーション型シンセサイザーQS300の音源モジュール版（エレメント単位でのボイスエディット不可）と言える機種である。2000年7月発行のカタログ「HELLO!MUSIC!」に「在庫僅少品」と記載があり、2000年12月発行分には記載が消えている。足かけ5年間発売されたロングセラーモデルである。波形容量は4MB。外形寸法220(W)×210(D)×44(H)mm 重量1.3kg
MU10
1996年発売。MU50からディスプレイ、ボタン類を省略した白色モデル。676楽器音＋21ドラムセット（XGモードで使用できるボイスは、480ノーマルボイス+11ドラムボイス）。VHSビデオカセットサイズ。MU50になかった機能として、バッテリー駆動（単3乾電池×6本）に対応した点と、マイクやギター、オーディオ機器などの外部音声を取り込み、本体内でデジタル処理できるADインプット機能を装備した点である。ADインプット機能は入力したソースの音量や定位、さらにはエフェクト量などをパソコンのソフトウェアでコントロールして、MU10の演奏と自在にミキシングすることができる。マイクを接続し、エコーの付いたカラオケを楽しむことや、エレキギターを接続すればディストーションをかけてMU10の演奏に合わせてマイナスワン演奏を楽しむことが可能である。またMU50にあったDOCモード、C/Mモード、パフォーマンスモードは省略されている。外形寸法188(W)×104(D)×35(H)mm 重量300g（乾電池除く）
MU90
1996年12月1日発売。MU80の後継機種。64音ポリ・32パート。779楽器音＋30ドラムセットを内蔵（XGモードで使用できるボイスは、586ノーマルボイス+20ドラムボイス）。6系統デジタルエフェクト（リバーブ×12、コーラス×14、バリエーション×62、インサーション1／2×43、5バンドマルチEQ×5）を内蔵。パートごとに2バンドEQやハイパスフィルターを内蔵。2バンドEQは楽器音ごとにかけられる。2系統の外部音声を取り込み、本体の演奏とデジタルミキシングできるADインプット機能を装備。MU80から追加された音色はダンス系のドラムキットやシンセベース、オーケストラヒットなどである。外形寸法220(W)×210(D)×44(H)mm 重量1.3kg
MU90B
1996年12月20日発売。MU90からディスプレイ、ボタン類を省略したモデル。MU10と異なり、黒色モデルでバッテリー駆動不可。単体では発売されず、HELLO!MUSIC!90Bの付属音源としてセット販売された。C/Mモード、パフォーマンスモードは省略されている。外形寸法220(W)×210(D)×44(H)mm 重量1.3kg
MU90R
1996年発売。MU90の1Uラックマウントモデル。MU90と機能の違いは独立アウト端子とロータリーエンコーダを装備した点である。日本ではハーフラックサイズが主流だが、フルラックサイズが主流の海外を念頭に置いたモデルである。外形寸法483(W)×229(D)×44(H)mm 重量2.4kg
MU100
1997年6月25日発売。MUシリーズの大きな転換点となった、新しい基本機種。それ以前のMUシリーズの完全な上位互換の機種である。64音ポリ・32パート。1267通常楽器音＋46ドラムキット（XGモードで使用できるボイスは、1074ノーマルボイス＋36ドラムボイス）。「YAMAHA NEW PRODUCTS INFOMATION 1997 SUMMER vol.9」によるとステレオサンプルされたグランドピアノの波形を収録している。6系統デジタルエフェクトを内蔵。音色マップは、それまでのものから一新された「MU100 Native」とMU100より前の音色を配列した「MU Basic」の2種を保有しており、これらは自由に切り替えが可能である。さらに、MU100から初めて導入された、様々な拡張機能を持つ各種プラグインボードが1枚装着可能であるプラグインシステムをもつ。PCIサウンドカードSW1000XG(/P)はこれと同等の性能を持つ。波形容量は20MB。外形寸法220(W)×210(D)×44(H)mm 重量1.3kg
なお、MU100シリーズの初期ロットでは、ハンダ付けの不具合により一部の音色にノイズが発生していた。これは現在でもヤマハで無償修理が可能である。
MU100B
1998年発売。MU100からディスプレイ、ボタン類を省略したモデル。本体色は黒。当初はHELLO!MUSIC!100Bの付属品としてのセット販売のみであったが、後に単品でも販売された。外形寸法220(W)×210(D)×44(H)mm 重量1.3kg
MU100R
1997年7月25日発売。MU100の1Uラックマウントモデル。プラグインボードが2枚装着可能である。MU90Rと同様独立アウト端子とロータリーエンコーダを装備している。MU100と同時発売されたが、この機種の方がプラグインボードを多く追加できるため、MU100Rのほうが人気が高かった。しかし、後述のMU128の発売によって、MU100シリーズの中では一番早く生産完了となってしまった。外形寸法483(W)×229(D)×44(H)mm 重量2.4kg
MU128
1998年7月25日発売。MU100の後継機種。楽器音に弦楽器のセクション音色波形が追加された。128音ポリ・64パート。1342通常楽器音＋47ドラムキット（XGモードで使用できるボイスは1149ノーマルボイス+37ドラムボイス）、6系統デジタルエフェクト。数値入力の手間を軽減する大型ロータリーエンコーダーや音色選択が容易に行えるカテゴリースイッチ、MIDI IN端子や大型LCD等を機体の前面に備えるなど、操作性を重視したつくりである。また、ADインプット端子及び対応するADパートを2個、プラグインスロットを3個装備。また、一部のNRPNが新たに定義づけられている。2Uハーフラックサイズ採用。MU10を除いて従来黒であった本体色をこの機種から銀色に変更している。後のMU2000、MU1000の原型。波形容量は24MB。外形寸法219.5(W)×229.5(D)×91.1(H)mm 重量1.9kg
MU128 Version 2.0
MU128をGM2規格に対応したものであり、データ送信によりノーマルMU128からアップデート可能。MU2000/MU1000の発売を見据えてか、工場出荷時からVersion 2.0のものはない。
MU15
1998年12月25日発売。携帯可能な音源。32音ポリ・16パート。676楽器音＋21ドラムキット、3系統エフェクト。バッテリー駆動対応。大型液晶ディスプレイ、データ入力用鍵盤型キーを搭載。MU5の筐体を流用し、色は銀色となっている。。SOL2、XG Works STなどのシーケンスソフトにソフトシンセVST S-YXG50が同梱され、2005年に生産完了となった。外形寸法188(W)×104(D)×33(H)mm 重量350g（乾電池除く）
MU2000
1999年12月10日発売。MUシリーズの最高峰モデル。MUシリーズでは初めて、初段階からGM2規格に対応する音源となった。128音ポリ・64パート。3カテゴリの音色波形が追加が目立つ（1.MU128で不評だった管楽器音色を補うオーケストラ用の管楽器音色波形、2.クワイア音色波形、3.ドラムキット波形）が、他にも幾つか追加された音色波形がある。1396通常楽器音＋58ドラムキット（XGモードで使用できるボイスは、1203ノーマルボイス+48ドラムボイス）、8系統デジタルエフェクト（MU128と比較すると特にインサーションエフェクトにアサインできるエフェクトが大幅に増えた）、PC接続用のUSB端子や、音声の光デジタル出力端子を持つ。また、音色サンプリング機能を搭載しており、簡易サンプラーとして利用することもできる。さらにスマートメディアのスロットが本体前面にあり、本体のみでSMFを再生することができるMU SEQプレイヤー機能も搭載。本体色はシャンパンゴールド。波形容量は推定28MB - 32MB。外形寸法219.5(W)×229.5(D)×91.1(H)mm 重量2.0kg
MU1000
1999年11月20日発売。MU2000からサンプリング機能、スマートメディアスロット、MU SEQプレイヤーを省略したもの。他の機能はすべてMU2000と同等である。本体色は銀。外形寸法219.5(W)×229.5(D)×91.1(H)mm 重量2.0kg
MU2000 Extended Edition
HELLO!MUSIC!Audioの同梱音源。MU2000のアップグレード版。ヤマハ・MOTIFシリーズ直系のエフェクト類が19タイプ追加され、VARIATION及びINSERTION1 - 4のエフェクトタイプ数が116となっている。A/Dインプットのプリセットエフェクトが52種類追加されているほか、A/Dインプットからの入力信号に内蔵のエフェクトをかけ、音源自体の音声とは別に独立してデジタル出力することが可能となっている。また、TG300-Bに代わってGSフォーマットに正式対応したGSモードが選択可能になっている。ディスプレイ脇の「TG300B」の文字が「GS」に変わっており、さらに本体に「GS」のロゴマークが印字されている点が、ノーマルのMU2000との違いである。機能的な違いは無い。現在（2005年3月段階）ではさらに最新版として、USBまたはTO HOST端子から入力されたMIDIタイミングクロックの信号がMIDI OUT端子から出力されないという不具合を修正した「Extended Edition R1」がある。
また既存のMU2000にデータを送ることでExtended Editionにアップグレードでき、本体ロゴ以外の機能を工場出荷版のMU2000 Extended Editionと同一にすることが可能である。
MU1000 Extended Edition
MU2000 Extended Editionと同様の機能を追加されたMU1000。こちらは工場出荷時からアップグレードされた製品はなく、MU128 Version 2.0同様ヤマハのHPからデータをダウンロードして、アップグレードする。本体のみでのデモプレイ機能がバージョンアップによってなくなってしまう。その代わりにアップグレードのプログラムのフォルダ内に、本体デモで使用されているMIDIファイルを格納し、外部シーケンサーから再生するようになっている。
MU100Bs
1999年12月10日発売。MU100Bの、本体色が銀色であるモデル。HELLO!MUSIC!100Bsの付属品としてのセット販売のみ。他のMU100シリーズから2年程経過してから発売された。MU100、MU100B、MU100RにPLG150-DR等PCM系のプラグインボードを装着した場合、ボード本来の持つ音が十分に発揮できないという不具合が有るが、MU100Bsはそれが改善された状態で出荷されている（MU100、MU100B、MU100Rのこの不具合に関してはヤマハで無料で修理していた）。MU2000 / MU1000と同時発売され、MU500発売と同時に生産完了。MU500発売までのつなぎの機種としてのニュアンスが強い。外形寸法220(W)×210(D)×44(H)mm 重量1.3kg
MU500
2000年8月1日発売。MU1000の簡易版モデル。当初はHELLO!MUSIC!500の付属品としてのセット販売のみであったが、後に単品でも販売されるようになる。MU2000,1000と同じ音色数とその波形を持つが、ボタン類、ディスプレイ及びADインプット機能が省略されているほか、同時発音数が64音であること、デジタルエフェクトが6系統に削られている（MU1000と比べるとインサーションエフェクトにおいては利用できるエフェクトにも大きな制限がある）こと、プラグイン機能をもたないこと、パフォーマンスモードが利用不可であることなどが主な差異である。また従来のMU100Bなどの廉価版はベースモデルのフロントパネル部分のみを交換したものであったが本機は完全に新規設計された1Uハーフラック筐体となっている。外形寸法220(W)×227(D)×44(H)mm 重量1.2kg